# Farid Abou-Shadi
Ahmed Farid Abou-Shadi (in arabo أحمد فريد أبو شادي‎?; Shibin El Kom, 28 novembre 1909 – ...) è stato uno schermidore egiziano, vincitore di tre medaglie di bronzo ai campionati mondiali di scherma.